# Acanthinevania mediana
Acanthinevania mediana är en stekelart som först beskrevs av August Schletterer 1889.  Acanthinevania mediana ingår i släktet Acanthinevania och familjen hungersteklar. Inga underarter finns listade i Catalogue of Life.